# تیم ملی بسکتبال چاد
تیم ملی بسکتبال مردان چاد، نماینده کشور چاد در رقابت های بین المللی است که توسط فدراسیون بسکتبال این کشور اداره می شود، رقابت می کند. این تیم در سطح ۴ فیبا آفریقا است. 
دستاورد اصلی این تیم حضور در مسابقات قهرمانی آفریقا در سال ۲۰۱۱ بود. چاد در دور اول مرحله حذفی (که راند شانزدهم نیز نامیده می شود) به نیجریه قهرمان سال ۲۰۱۵ شکست خورد.  آبدرامانه مبایندیگویم با میانگین ۹.۲ امتیاز در هر بازی بهترین بازیکن چاد بود. 